# Морсільйо
Морсільйо (ісп. Morcillo) — муніципалітет в Іспанії, у складі автономної спільноти Естремадура, у провінції Касерес. Населення — 423 особи (2010).
Муніципалітет розташований на відстані близько 230 км на захід від Мадрида, 60 км на північ від Касереса.

## Демографія
Динаміка населення (INE ):